# 卢茨·霍夫曼
卢茨·霍夫曼（德語：Lutz Hoffmann，1959年1月30日—1997年12月5日），德国男子竞技体操运动员。他曾获得1980年夏季奥运会体操比赛男子团体全能银牌。他的弟弟乌尔夫同样是体操运动员。